# Sachin Tendulkar
Sachin Ramesh Tendulkar (Marathi: सचिन तेंडुलकर, Sacin Teṇḍulkar; * 24. April 1973 in Bombay, Indien) ist ein ehemaliger indischer Cricketspieler und Mannschaftskapitän der indischen Nationalmannschaft. Er zählt zu den besten Batsmen der Cricket-Geschichte und erzielte in seiner mehr als zwei Jahrzehnte langen Karriere (1989–2013) zahlreiche Rekorde, darunter die meisten Runs im Test- und ODI-Cricket. Zusammen mit dem indischen Team gelang ihm 2011 der Gewinn des Cricket World Cups. Tendulkar gilt heute als die wichtigste Sportlerpersönlichkeit Indiens und erhielt zahlreiche Auszeichnungen, darunter als einziger Sportler den höchsten indischen Verdienstorden Bharat Ratna.

## Kindheit und Ausbildung
Sachin Tendulkar wurde 1973 als Sohn von Ramesh Tendulkar, einem als College-Lehrer tätigen Schriftsteller und Dichter, und seiner Mutter Rajni, die in der Versicherungsbranche arbeitete, geboren. Benannt wurde er nach dem Lieblingskomponisten seines Vaters, Sachin Dev Burman.
Mit neun Jahren begann er das Cricketspiel in seiner Schulmannschaft. Dessen Trainer erkannte, dass Sachin bevorzugte, den Ball hart zu schlagen, weshalb er als Batsman eingesetzt wurde. Mit elf Jahren erzielte er sein erstes Fifty (50 Runs in einem Innings) und im Jahr darauf in der indischen Schulmeisterschaft, dem Harris Shield, das erste Century (100 Runs in einem Innings). Der Durchbruch als Spieler für seine Schule, der Shardashram Vidyamandir School, gelang ihm in der Saison 1986/87 mit 13 Jahren. Er erreichte in den Schulwettbewerben 2336 Runs, darunter zahlreiche Centuries und zwei Doppel-Centuries (200 Runs in einem Innings).
Dies fiel auch den Verantwortlichen der Auswahlmannschaft von Bombay auf und so luden sie Tendulkar am 14. November 1987 dazu ein, an ihrem Training teilzunehmen. In der Folge wurde er für die Mannschaft vereinzelt als Substitute eingesetzt, jedoch zunächst nicht als regulärer Spieler.
Hauptsächlich spielte er jedoch unter Anleitung des Nationalspielers Sandeep Patil für ihre Jugendmannschaften und bekam so zahlreiche Einsatzmöglichkeiten. Er wurde auch für die zonale Jugend-Auswahlmannschaft nominiert und konnte dort zahlreiche Centuries erzielen.
Auch in den Schulwettbewerben glänzte er wieder. Höhepunkt war der Auftritt im Halbfinale des Harris Shields am 23.–25. Februar 1987. Gegen ihren Gegner St Xavier’s High School waren Tendulkar und sein Mitspieler Vinod Kambli, der später ebenfalls für die indische Nationalmannschaft spielte, als die dominierenden Batsmen zu erwarten. St Xavier’s schaffte es, zunächst zwei Batsmen zu entfernen, bevor Tendulkar sich zu Kambli am Schlag gesellte. Bis zum Abend erzielten Tendulkar 192 und Kambli 182 Runs und ihr Coach, der am zweiten Tag nicht dabei sein konnte, wies die beiden Batsmen an, am Morgen die Declaration auszusprechen und so zum Bowling überzugehen. Die beiden ignorierten jedoch die Anweisung und griffen bis zum Mittagessen an. Bis dahin schafften Kunil 349 und Tendulkar 326 Runs. Daraufhin riefen sie bei ihrem Trainer an und baten darum, weiter am Schlag verweilen zu dürfen, doch dieser ordnete die sofortige Declaration an und die beiden Spieler folgten der Anweisung.
Die zusammen in der Partnerschaft erzielten 664 Runs wurden später als Weltrekord identifiziert und erst 2006 gebrochen.
Kurz darauf erreichte Tendulkar in einem weiteren Spiel 346 Runs und bestätigte seine Leistungen.
Das Aufsehen, das er erregte, führte dazu, dass er mit nur 15 Jahren für den Cricket Club of India spielen durfte, der für ihn die Regeln änderte, nach denen kein Kind unter 18 das Klubhaus betreten darf. Der alljährliche Best Junior Cricketer Award blieb ihm verwehrt, woraufhin er von dem gerade vom internationalen Cricket zurückgetretenen ehemaligen Kapitän der indischen Nationalmannschaft Sunil Gavaskar einen Aufmunterungs-Brief bekam. Auch schenkte dieser ihm ein Paar seiner leichten Beinschoner, was Tendulkar später mit „It was the greatest source of encouragement for me“ (deutsch: Es war für mich die größte Ermutigung) kommentierte.
Beim Cricket World Cup 1987 fungierte er im Halbfinale zwischen Indien und England als Balljunge.
Tendulkar wollte zuerst Fast Bowler bei einer Akademie für fast bowling mit dem ehemaligen australischen Nationalspieler Dennis Lillee werden, wurde aber von Lillee darauf verwiesen, dass er sich doch eher auf das Batting konzentrieren sollte.

## Zeit als Aktiver

### Erste Schritte im First-Class und Test Cricket
Am 10. Dezember 1988 wurde Tendulkar erstmals für Bombay in der Ranji Trophy aufgestellt. Er erzielte dabei in seinem ersten First-Class-Spiel ein Century und ist mit einem Alter von 15 Jahren und 231 Tagen bis heute der jüngste Spieler, dem dieses gelang.
Gleiches schaffte er bei seinen ersten Auftritten in den anderen nationalen indischen Wettbewerben, Irani Cup und Duleep Trophy, und ist bis heute der einzige, dem dies gelang.
In der gesamten Saison der Ranji Trophy 1988/89 war er mit 583 Runs der erfolgreichste Batsman seiner Mannschaft und der achtbeste aller Teams.
Nach nur einer Saison wurde er im folgenden Winter für die Nationalmannschaft nominiert. Seinen ersten Einsatz hatte er als 16-Jähriger bei der Tour Indiens in Pakistan 1989/90 beim ersten Test in Karachi. Damit war er der jüngste indische und der viertjüngste Test-Cricket-Debütant überhaupt. Als Schlagmann Nummer sechs erzielte er im ersten Innings 15 Runs, bevor er sein Wicket an Waqar Younis, der ebenfalls dort sein Test-Debüt feierte, verlor.
Er spielte auch in den weiteren Tests und einem One-Day International der Tour, wobei er bei letzterem ohne Run ausschied. Beim letzten Test wurde er von Waqar Younis mit einem Ball am Kopf getroffen, weigerte sich jedoch trotz Blutungen, medizinische Hilfe anzunehmen.
Bei der folgenden Tour in Neuseeland wurde er abermals eingesetzt, erspielte dabei jedoch neben einem Fifty auch zwei Ducks (keinen Run).
Sein erstes Century im Test-Cricket erreichte er im Old Trafford Cricket Ground beim zweiten Test der Tour Indiens in England 1990, als er Indien im zweiten Innings zum Remis verhalf. Er war zu diesem Zeitpunkt der zweitjüngste Spieler, dem dieses gelang.
Er etablierte sich im Folgenden weiter im indischen Team und erzielte in den nächsten Touren und Turnieren einige Fifties. Besonders in Erscheinung trat er bei der Tour Indiens in Australien 1991/92. Tendulkar war 18 und der Aufenthalt für das indische Team war, zusammen mit der anschließenden Weltmeisterschaft, für vier Monate angesetzt.
Zunächst tat er sich schwer. Der erste Test gegen Australien und die ersten Spiele der folgenden Benson & Hedges World Series 1991/92 verliefen durchschnittlich für ihn. Es war im dritten Test in Sydney, als ihm im ersten Innings 148 not out gelangen und er so zusammen mit den 206 Runs von Ravi Shastri das einzige Remis der Test-Serie ermöglichte. Im letzten Test in Perth schaffte er ein weiteres Century, was auf Grund der Bedingungen des Pitches, der einen großen Riss enthielt, als außergewöhnliche Leistung angesehen wurde.
Der anschließende Cricket World Cup 1992 verlief enttäuschend für die indische Mannschaft. Das Team erzielte nur zwei Siege gegen Simbabwe und Pakistan in der Vorrunde, jedoch war Tendulkar in diesen beiden Spielen Man of the Match. Insgesamt erzielte er 283 Runs bei einem Durchschnitt von knapp über 47. Für die folgende Sommersaison wurde er von Yorkshire für die englische County Championship verpflichtet. Dies sorgte für Aufsehen, da Yorkshire bis dahin jedem, der nicht in Yorkshire geboren war, einen Einsatz in seinen Teams verwehrt hatte.

### Sein Aufstieg im indischen Team

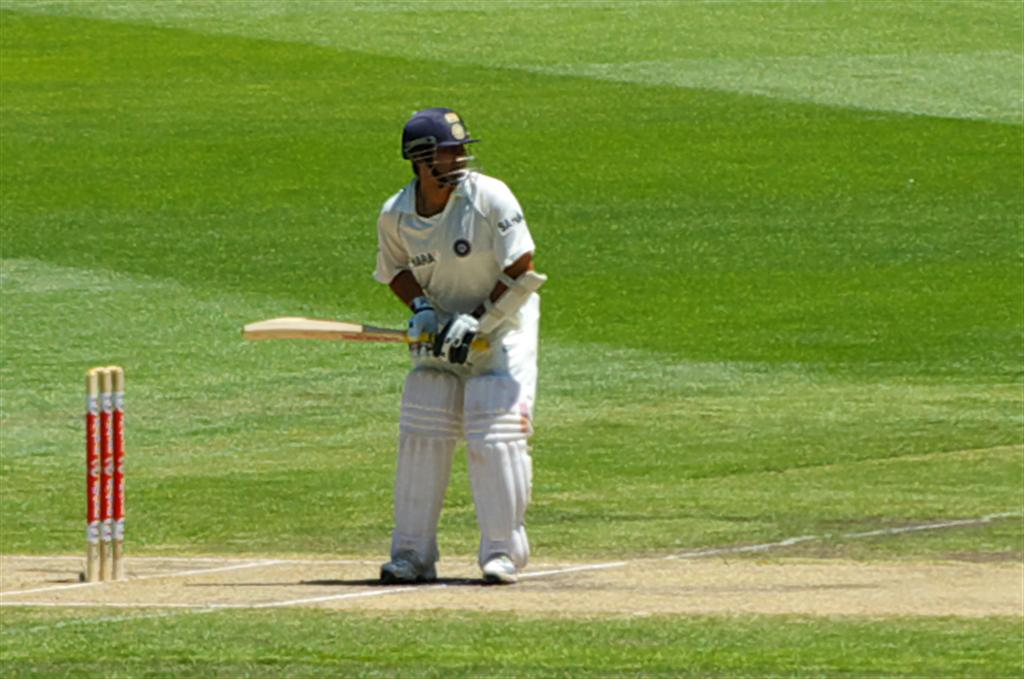
Tendulkar als Batsman erwartet den Wurf des Bowler (2007)

Die indische Nationalmannschaft hatte zu diesem Zeitpunkt eine schwierige Phase. Zuhause konnte sie durchaus mit jedem Team mithalten, aber wie die Tour in Australien gezeigt hatte, waren sie auswärts nicht konkurrenzfähig. Dies sollte auch in den folgenden Jahren so anhalten. Tendulkar war in diesem Team die Basis, auf der eine neue Generation aufgebaut wurde. Bei der Tour in Südafrika 1992/93 wurde er mit 19 Jahren und 217 Tagen zum jüngsten Spieler, der 1000 Runs erzielte, darunter ein weiteres Century in Johannesburg, wo er mit 111 Runs in seinem Team herausstach, da niemand anderer mehr als 25 Runs erzielte.
Sein erstes Century auf heimischem Boden schaffte er bei der folgenden Tour Englands in Indien 1992/93. Bei seinen 165 Runs im ersten Test gelangen ihm 25 Boundaries. Später im Jahr gelang ihm sowohl ein Test-Century in Sri Lanka als auch ein halbes Jahr später gegen Sri Lanka daheim. Ersteres hatte wichtigen Anteil daran, dass Indien den ersten auswärtigen Serien-Gewinn seit 1986 in England erzielte.
Beim C. A. B. Jubilee Tournament 1993/94 gelang ihm im November einer seiner seltenen wichtigen Beiträge als Bowler. Im Halbfinale gegen Südafrika wurde er im letzten Over eingesetzt, als die Südafrikaner noch sechs Runs benötigten und somit im Vorteil waren. Tendulkar schaffte es, nur drei Runs zuzulassen. Kurz vor dem Turnier hatte er sich im Training eine Handgelenksverletzung zugezogen, die mit Cortison behandelt werden musste. Nach eigener Aussage war es der Beginn von zahlreichen Cortison-Spritzen über seine Karriere hinweg, um weiterhin auf dem hohen Niveau spielen zu können. Das erste Century seiner ODI-Karriere erzielte er beim Singer World Series 1994. Zuvor war er auf der Tour in Neuseeland im März 1994 erstmals als Eröffnungsbatsman im ODI eingesetzt worden, eine Position, die er über Jahre hinweg dominierte. Bei der einzigen heimischen Tour in der Saison 1994/95 gegen die West Indies gelangen ihm zwei Centuries, eines davon beim zweiten Test in Nagpur mit 179 Runs. Auch gewann er mit Mumbai als jüngster Kapitän überhaupt die Ranji Trophy 1994/95.
Das folgende Jahr stand für die indische Nationalmannschaft und somit auch für Tendulkar ganz im Zeichen der Vorbereitung für den im eigenen Land ausgetragenen Cricket World Cup 1996. Im November 1995 unterzeichnete er einen Sponsoring-Vertrag mit dem Telekommunikationsunternehmen WorldTel über 7,5 Millionen US-Dollar, was ihn zum bestverdienenden Cricketspieler weltweit machte. Der World Cup verlief für Indien und Tendulkar zunächst gut. Er erzielte in der Vorrunde zwei Centuries und zwei Fifties, und nachdem man Pakistan im Viertelfinale geschlagen hatte, stand das Halbfinale gegen Sri Lanka an. Dort gelang Tendulkar als Antwort auf Sri Lankas 251 Runs ein guter Start, als er 65 Runs bei 88 Bällen erzielte. Dann jedoch wendete sich das Spiel, als Tendulkar vom sri-lankischen Wicket-Keeper Romesh Kaluwitharana gestumped wurde. Die weiteren indischen Batsmen schieden in kurzer Folge aus, und beim Stand von 120 bei 8 Wickets kam es zu Zuschauer-Ausschreitungen im Eden Gardens und das Spiel wurde für Sri Lanka gewertet. Tendulkar wurde mit 523 erzielten Runs bester Batsman des Turniers.
Die folgende Tour in England bereicherte Tendulkar abermals mit zwei Test-Centuries, eines davon mit 177 Runs in Nottingham.

### Beförderung zum Kapitän
Durch seine Erfolge wurde Tendulkar zum Beginn der Saison 1996/97 zum Kapitän der Mannschaft befördert und war zunächst auch erfolgreich. Siege bei heimischen Touren gegen Australien und Südafrika erfüllten zunächst die Hoffnungen, die in ihn gesetzt wurden. Er galt als sehr aktiver Kapitän, was zunächst auch lobend hervorgehoben wurde. Als es dann bei den nächsten Auswärtstouren zu Niederlagen kam, wurden die Hoffnungen schnell enttäuscht und sein Stil kritisiert. In Südafrika im Winter 1996/97 verlor sein Team zwei der drei Tests und wurde einmal für 100 und einmal für 66 Runs ausgeworfen, was die niedrigste Punktzahl gegen Südafrika im Test-Cricket für Indien überhaupt war. Sachin gelang sowohl bei den ODIs als auch in der Test-Serie ein Century, er blieb aber ansonsten glanzlos.
Ein persönlicher Tiefpunkt war die anschließende Tour in den West Indies. Nach zwei Remis in den ersten beiden Tests benötigte Indien im zweiten Innings 120 Runs zum Sieg am letzten Tag. Trotz seines Optimismus, den er Tags zuvor noch beim Abendessen an den Tag gelegt hatte, als er eine Bedienung aufforderte, schon mal den Champagner kaltzustellen, scheiterte das indische Team an der Aufgabe und erzielte nur 81 Runs, vier davon von Tendulkar. Diese und andere Niederlagen nagten stark an Tendulkar. Später schrieb er: „It was hurting me badly and it took me a long time to come to terms with these failures. I even contemplated moving away from the sport completely, as it seemed nothing was going my way.“ (deutsch: Es hat mir sehr weh getan und es brauchte eine lange Zeit, mit diesen Niederlagen umzugehen. Ich habe sogar überlegt, mich vom Sport zurückzuziehen, da nichts für mich zu laufen schien.)
Nach der Tour Sri Lankas in Indien 1997/98 wurde er aus seinem Amt entlassen. Er hatte in dieser und der Tour in Sri Lanka zuvor drei Centuries erzielt, konnte aber ansonsten nicht überzeugen. Seinem Vorgänger als Kapitän, Mohammad Azharuddin, wurden die Worte zugeschrieben „Nahin jeetega! Chote ki naseeb main jeet nahin hai!“ (deutsch: Er wird nicht gewinnen. Es ist im Schicksal für ‚den Kleinen‘ nicht vorgesehen).
Am Ende der Saison 1997 wurde er zu einem der Wisden Cricketers of the Year gewählt. Vom Druck der Kapitänswürde befreit, verbesserte sich auch seine Leistung als Batsman wieder. Bei der folgenden Tour gegen Australien trug er mit 155 Runs in Chennai und 177 Runs in Bangalore zwei wichtige Centuries zum Gewinn der Serie bei. Im Sommer und Herbst des Jahres 1998 erzielte er neun Centuries in den zahlreichen Turnieren, an denen Indien teilnahm, schied mit dem Team aber beim ICC KnockOut 1998 im Halbfinale aus.
Berühmt wurde sein Einsatz im Coca-Cola Cup 1997/98 gegen Australien, der auch als „Desert Storm“ bekannt ist. Nach einem Sandsturm in Sharja, der das indische Innings verkürzt hatte, erzielte er 146 Runs und führte so Indien ins Finale. Dort traf man erneut auf Australien, und Tendulkar sorgte mit 134 Runs dafür, dass Indien das Turnier gewann. Im Januar 1999 kam Pakistan für eine Test-Serie nach Indien und Tendulkar erzielte trotz Rückenverletzung 136 Runs, die jedoch nicht zum Sieg reichten.
Der Cricket World Cup 1999 in Europa wurde für Tendulkar durch den Tod seines Vaters überschattet. Er reiste vor dem wichtigen Spiel gegen Simbabwe zurück zu seiner Familie, war jedoch drei Tage später wieder auf dem Platz. Er meldete sich mit 140 Runs gegen Kenia zurück und hielt Indien somit im Turnier. Jedoch schied das Team dann in der Super-6-Runde aus und verpasste so das Halbfinale.
Nachdem der World Cup enttäuschend verlaufen war, wurde Tendulkar vom indischen Auswahlkomitee ein zweites Mal als Kapitän eingesetzt. Er wollte dies zunächst nicht, da er sich mental für die Aufgabe nicht gerüstet sah, wurde aber überzeugt.
Aber auch dieser zweite Versuch, das indische Team offiziell zu führen, scheiterte. Zwar gewann man gegen Neuseeland daheim, als Tendulkar bei einem Test 217 Runs erzielte, doch bei der ersten Auswärtstour verlor man in Australien 0–3. Tendulkar war der einzige Spieler der indischen Mannschaft, der überzeugen konnte und wurde trotz der Niederlage zum Spieler der Serie ernannt. Nachdem die indische Mannschaft bei der folgenden Test-Serie in Südafrika ebenfalls eine deutliche Niederlage hatte hinnehmen müssen, machte Tendulkar seine vorherige Ankündigung wahr und trat endgültig als Kapitän zurück. Sein Nachfolger wurde Sourav Ganguly.

### Kern einer „goldenen Generation“
Unter neuer Führung erzielte die indische Cricket-Nationalmannschaft wieder Erfolge. Der Kader dieses Teams wurde später als die „goldene Generation“ des indischen Crickets bezeichnet. Der Sommer 2000 war durch den ICC KnockOut 2000 geprägt, in dem Indien erst im Finale gegen Neuseeland scheiterte und Tendulkar selbst mit 171 Runs insgesamt viertbester Batsman war. Bei den im Juni 2000 im Rahmen der Ermittlungen um den Südafrikaner Hansie Cronjie veröffentlichten Anschuldigungen der Spielmanipulation gegen den ehemaligen Kapitän Mohammad Azhuddin beteuerte Tendulkar, nichts bemerkt zu haben, und er wurde auch von den Untersuchungsbehörden nicht belastet. Im Winter gelang Tendulkar gegen Simbabwe im zweiten Test der Serie mit 201 not out das zweite Double-Century seiner Test-Karriere. Bei der Tour gegen Australien 2000/01 erzielte er im zweiten Test 3 Wickets, die maßgeblich den Sieg Indiens beeinflussten, genauso wie seine 126 Runs im dritten Test. In der ODI-Serie erzielte er als erster Spieler überhaupt den 10.000. ODI-Run seiner Karriere. Im Sommer spielte Tendulkar mit Indien zwei Mehr-Nationenturniere, in denen er solide Leistungen ablieferte.

Tendulkars Batting-Statistiken

Bei der Tour Indiens in Südafrika 2001/02 kam es zum Eklat, als der Match Referee Mike Denness Tendulkar wegen Ballmanipulationen verhörte und mit einer Spielsperre von einem Test belegte. Nach weiteren Strafen gegen die indischen Spieler weigerte sich der indische Verband, den Referee weiter zu akzeptieren. Die indische Presse verurteilte die Strafen als rassistisch motiviert und es kam zu Straßenprotesten in Indien. Der Weltverband ICC lehnte es jedoch ab, Dennes vom letzten Test abzuziehen. Daraufhin erklärten die nationalen Verbände, dass sie den Test ohne den Referee als inoffiziellen Test durchführen werden, indem sie Dennes den Zugang zum Stadion verweigerten. Mit 193 Runs während der Serie war Tendulkar der beste Batsman seiner Mannschaft. Letztendlich wurde er von den Vorwürfen der Ballmanipulation vom Weltverband freigesprochen.
Bei der Tour in den West Indies errang er sein 29. Test-Century und glich damit den Rekord von Don Bradman, mit dem er häufig verglichen wurde, aus. Im Sommer bei der Tour in England wurde er beim dritten Test mit 193 Runs im ersten Innings dann alleiniger Rekordhalter.
In der ICC Champions Trophy 2002 blieb Tendulkar beim Finaleinzug Indiens blass. Bei der Tour daheim gegen die West Indies war er in den Tests wiederum bester Batsman seiner Mannschaft.
Nach einer deutlichen Niederlage gegen Neuseeland stand nun der Cricket World Cup 2003 an. Hier erreichte das indische Team, vor allem durch die Leistung von Tendulkar, das Finale, wo es gegen Australien verlor. Tendulkar erzielte dabei 669 Runs bei einem Durchschnitt von 66,90. Auch wurde er zum besten Spieler des Turniers gewählt. Im Herbst 2003 und auch zu Beginn der Tour in Australien konnte Tendulkar nicht an seine Leistungen anknüpfen und erreichte erst im letzten Test wieder beeindruckende 241 Runs. Bei der Tour in Pakistan 2003/04 gelang Indien mit seinen 194 und Virender Sehwags 309 Runs der erste Sieg Indiens in einem Test in Pakistan und letztendlich auch der erste Seriengewinn. Seine höchste Run-Zahl in einem Test-Innings erreichte er bei der Tour Indiens in Bangladesch in der Saison 2004/05, als er im ersten Test 248 not out erzielte.
In der Folgezeit wurden die Leistungen Tendulkars wieder schwächer. Er zog sich zum Ende der Saison 2004/05 einen Tennisarm zu und fürchtete nach einer Operation in 2005, seine Karriere beenden zu müssen. Es sollte bis 2007 dauern, dass er wieder zu alter Stärke zurückfand.
Im Dezember 2006 spielte er beim ersten Twenty20 der indischen Mannschaft gegen Südafrika, was bis zum Karriere-Ende sein einziges gespieltes internationales Twenty20 war.
Der Cricket World Cup 2007 wurde für Indien und Tendulkar zum Debakel, als man schon in der Vorrunde hinter Sri Lanka und Bangladesch zurückfiel und ausschied.
Zur Konstanz fand er wieder bei der Tour Indiens in Bangladesch in 2007 zurück. Ihm gelangen zwei Test-Centuries. Bei der folgenden ODI-Serie in England war er wieder bester Batsman seiner Mannschaft, auch wenn ihm ein Century verwehrt blieb.
Bei der Tour gegen Australien in der Saison 2007/08 erreichte er mit 154 not out und 153 zwei Centuries.

### Die letzten Jahre seiner Karriere
Ab der ersten Saison im Jahr 2008 war er auch in der Indian Premier League für die Mumbai Indians aktiv.
Der Sommer 2008 mit der Tour in Sri Lanka brachte Tendulkar schwache Ergebnisse, während er gegen Australien, England und in Neuseeland in der Saison 2008/09 wieder jeweils ein Century erspielte, wobei gegen Neuseeland ein weiteres im Eintagesspiel hinzukam. Die Ergebnisse führten dazu, dass Indien den Spitzenplatz der ICC Test Championship erreichte.
Gegen Australien im November 2009 erzielte er bei der Jagd auf 350 Runs des Gegners im fünften ODI 175 Runs, bevor er ausschied. Sein Team, das noch 19 Runs in 3 Overn benötigte, scheiterte dennoch.
Im zweiten ODI bei der Tour gegen Südafrika im Februar 2010 gelang ihm als erstem männlichen Cricketspieler, mit 200 not out die 200-Run-Marke in einem Innings zu erzielen.
In Sri Lanka im Sommer mit 203 Runs und im Herbst gegen Australien mit 214 gelangen ihm noch einmal zwei beeindruckende Double-Centuries im Test Cricket. Sein 51. und letztes Test-Century erzielte er in Südafrika zum Jahreswechsel 2010/11. Der folgende Cricket World Cup 2011 war die letzte Chance für Tendulkar, den Titel zu gewinnen. Gegen England und Südafrika erspielte er jeweils ein Century, auch wenn beide Spiele nicht gewonnen werden konnten. Im Viertelfinale erreichte er die Marke von 18.000 ODI-Runs, und auch im Halbfinale gegen Pakistan trug er maßgeblich zum Sieg bei. Im Finale schied er schon früh aus, doch sein Team war stark genug, dennoch den Titel zu gewinnen.
Das nächste Ziel war für Tendulkar, sein 100. internationales Century zu erzielen. Daran scheiterte er mehrfach in den Touren im Sommer und Winter, und erst ein Jahr nach dem World Cup gelang es ihm beim Asia Cup 2012 gegen Bangladesch. Seine Form nahm weiter ab und Ende 2012 verkündete er, vom ODI-Cricket zurückzutreten.
Er spielte noch einmal zwei Test-Serien gegen England sowie Australien und entschied im Oktober 2013, dass die kommende Tour der West Indies im November 2013 seine letzte sein sollte.
Das letzte Spiel der Tour zog erhebliche Aufmerksamkeit auf sich, und es wurde allgemein ein letztes Century für Tendulkar erwartet. Jedoch fiel sein Wicket in seinem 200. Test nach 74 Runs.

## Technik

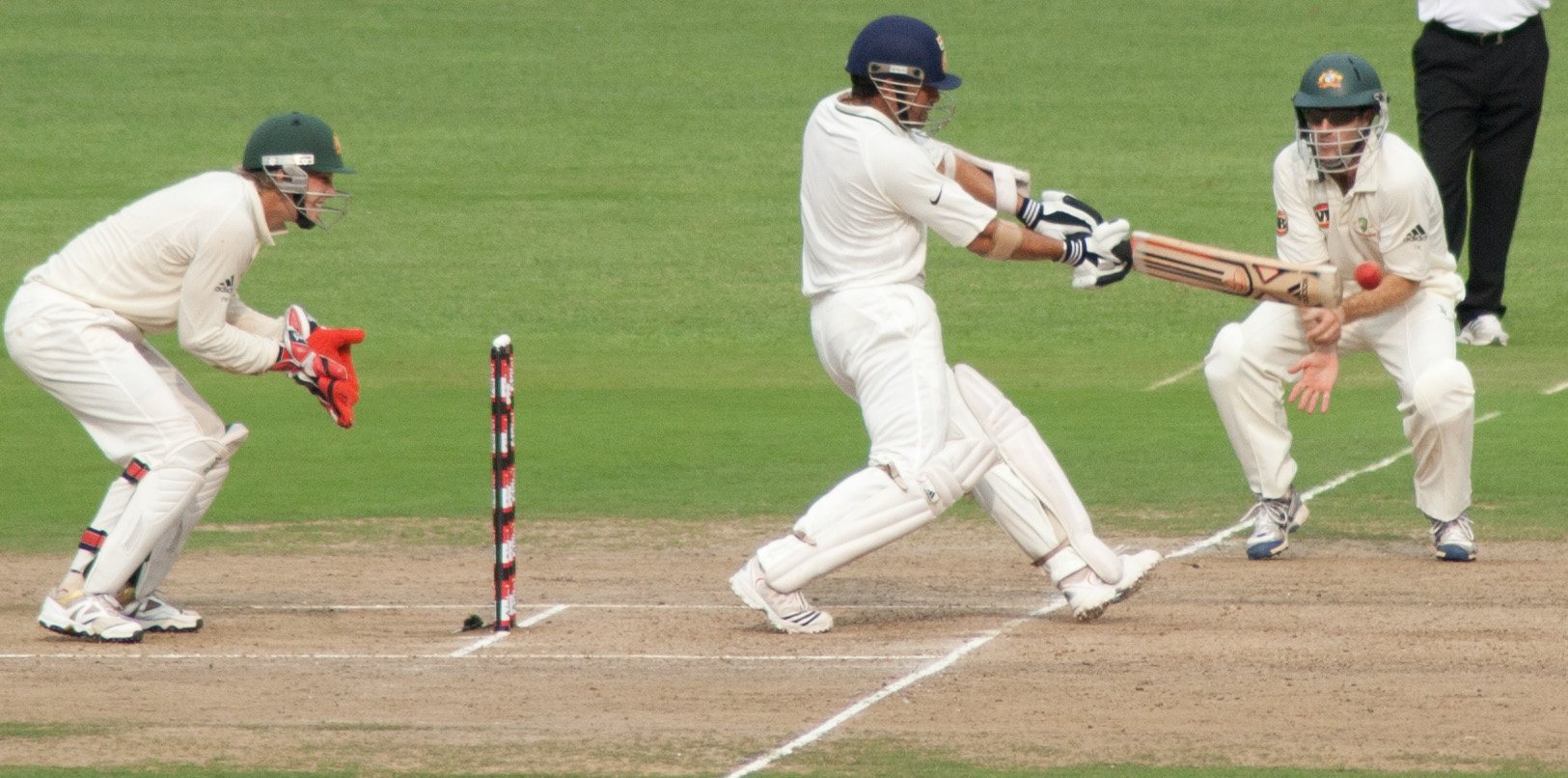
Sachin Tendulkar schlägt den Ball vor seinem Wicket (2010)

Die große Stärke von Sachin Tendulkar liegt im mentalen Bereich, der es ihm ermöglichte, über mehr als zwei Jahrzehnte sehr konstant auf höchstem Niveau zu spielen. Als Batsman strahlte er trotz seiner relativ geringen Körpergröße Stärke und Dominanz aus. Dies wurde verstärkt durch seine strategischen Fähigkeiten, mit denen er erkannte, wann welche Bowler zu attackieren waren. Durch gezieltes Überspielen seiner Schwächen verleitete er Bowler dazu, Bälle zu werfen, die seinen Stärken entsprachen. Auch die Fähigkeit, sein Spiel zu beschleunigen und zu verlangsamen, wann immer er es für notwendig hielt, bereitete den Feldmannschaften Probleme.
Sein Spiel war durch eine offensive Spielweise geprägt. Er erkannte früh, welchen Ball der Bowler spielen würde, so dass er diesen frühzeitig attackieren konnte. Hinzu kam ein sehr gutes Timing und eine grundsätzliche Lockerheit in seinen Händen beim Schlag. Gute Balance seines Körpers, Effektivität in seinen Körperbewegungen und hohe Präzision bei seinen Schlägen erlaubten ihm, über lange Zeit auf dem Feld konstant gegenüber Bowlern zu bestehen. Dadurch, dass er keinen spezifischen Schlag hatte, der ihn auszeichnete, sondern eine hohe Vielseitigkeit besaß, war er für die Bowler nicht gut berechenbar.

## Nach seiner aktiven Zeit
In seiner Autobiographie, die etwa ein Jahr nach seinem Karriereende veröffentlicht wurde, erklärte er, dass er die Zeit vornehmlich für seine Familie nutze. Jedoch widmete er sich auch zahlreichen sportlichen und sozialen Projekten. Er ist Eigentümer eines Fußballclubs, des in der Indian Super League spielenden Kerala Blasters FC. In der Premier Badminton League ist er Besitzer der Bengaluru Blasters. Mit der symbolischen Adoption des Dorfes Puttamraju Kandriga im Bundesstaat Andhra Pradesh hat er sich an der infrastrukturellen Entwicklung eines Modelldorfes beteiligt. Des Weiteren beteiligt er sich an Buch- und Filmprojekten zu seiner Person. Im Rahmen der Pandora Papers wurde bekannt, dass er Investitionen in einem Offshore-Unternehmen auf den Britischen Jungferninseln tätigte und dieses mit Auftauchen der Panama Papers im Jahr 2016 beendete. Sein Anwalt erklärte dazu, dass diese legal gewesen seien und den Steuerbehörden bekannt.

## Auszeichnungen

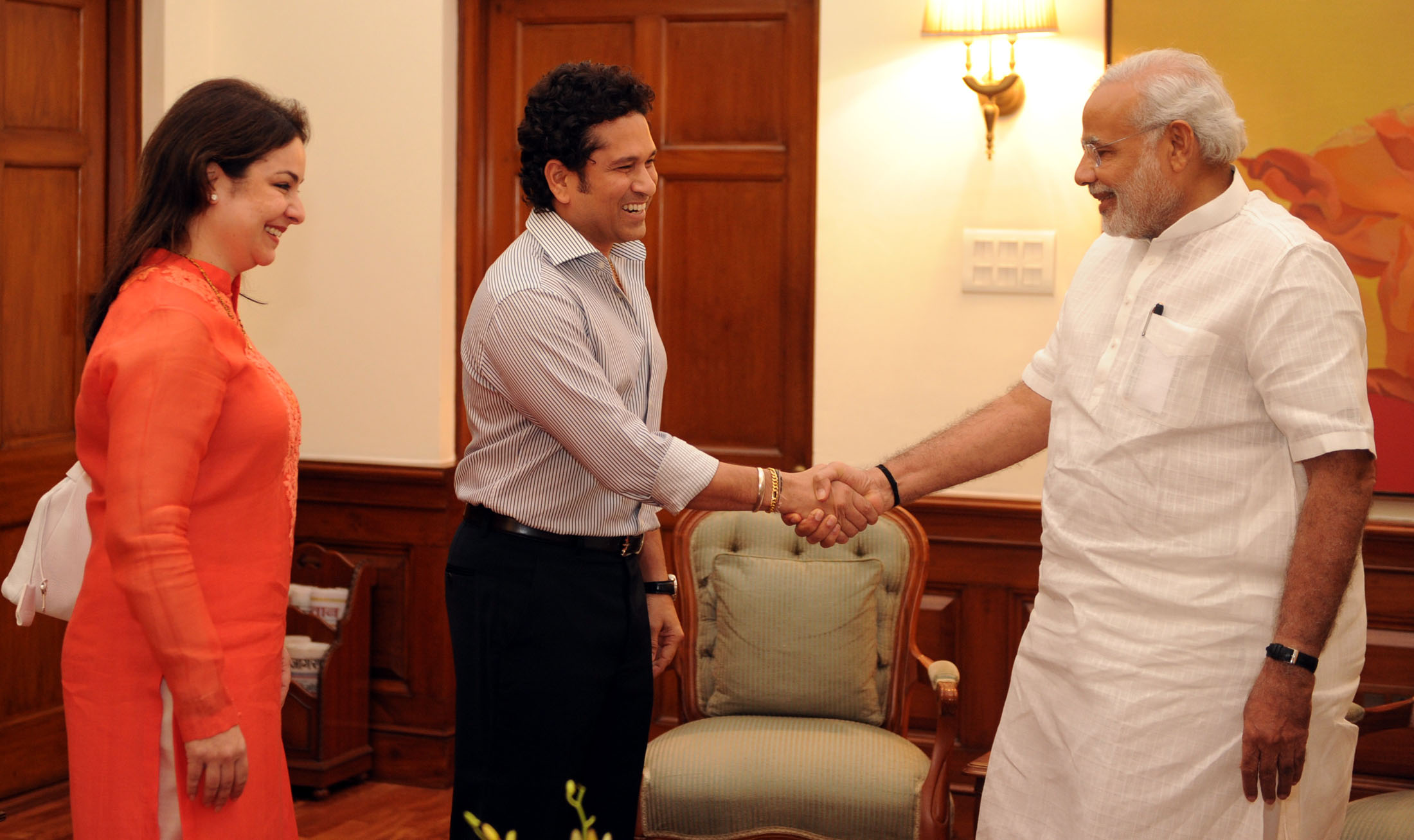
Sachin Tendulkar und seine Frau beim indischen Premierminister Narendra Modi 2014

Sachin Tendulkar erhielt 1998 die höchste staatliche indische Auszeichnung für Sportler, den Rajiv Gandhi Khel Ratna. Im Jahr 2008 wurde er mit dem Padma Vibhushan ausgezeichnet, dem zweithöchsten zivilen Verdienstorden. Nach einer Nominierung durch die Staatspräsidentin Pratibha Patil wurde er 2012 Mitglied der Rajya Sabha, des Oberhauses des indischen Parlaments. Jedoch war er dort dafür bekannt, kaum am Parlamentsgeschehen teilzunehmen und so spendete er seine Aufwandsentschädigungen nach seinem Ausscheiden im April 2018. 2012 erhielt er die Auszeichnung als Member des Order of Australia. Als bisher einziger Sportler erhielt er 2014 den höchsten zivilen Verdienstorden Indiens, den Bharat Ratna. Im Jahr 2019 wurde er in die ICC Cricket Hall of Fame aufgenommen.

## Popularität und Rezeption
Sachin Tendulkars Status in Indien wird häufig als „gottähnlich“ beschrieben. Er gilt als bester Sportler, den Indien hervorgebracht hat. Seine Wichtigkeit für die indische Gesellschaft wird vor dem Hintergrund der sozialen Spannungen und Entwicklungen in Indien seit seinem internationalen Debüt 1989 gesehen. Da die Politik im Land während seiner frühen Phase sehr ungeordnet war, bildete er mit seiner fairen, auf Leistung bezogenen Spielweise einen Gegenpol.
Seine Autobiographie, die er mit dem Cricket-Journalisten Boria Majumdar verfasste, war nach Angabe seines Verlegers schon am ersten Verkaufstag das erfolgreichste Buch in Indien überhaupt. Das Buch wurde dafür kritisiert, dass es zu unpersönlich sei und mögliche Kontroversen umgehe. Die von James Erskine erstellte dokumentarische Filmbiografie Sachin: A Billion Dreams umging ebenfalls kritische Stellen aus Tendulkars Karriere.
Während seiner aktiven Zeit hatte er zahlreiche Werbeverträge, wobei er auf Alkohol- und Tabakwerbung verzichtete. Dem zuträglich war, dass Tendulkar nahezu ohne öffentlichkeitswirksame Skandale auskam.
Zum Ende seiner Karriere wurde sein Werbevertragsvolumen auf etwa Rs. 120 crore (ca. 15 Millionen Euro) geschätzt. Innerhalb eines Jahres nach Karriereende reduzierte sich dieses Volumen auf ca. Rs. 75 crore (ca. 9,3 Millionen Euro), was zur allgemeinen Reduktion der Werbeverträge im Cricketbereich um 29 % in diesem Zeitraum führte.

## Privates
Sachin Tendulkar ist seit 1995 mit einer Ärztin verheiratet und hat zwei Kinder, mit denen er in Mumbai lebt. Sein Sohn Arjun Tendulkar ist Mitglied der indischen U19-Auswahl. Er ist praktizierender Hindu und war Anhänger von Sathya Sai Baba.

## Filmographie
- Sachin: A Billion Dreams. Dokudrama, Indien 2017, 138 Min. (Sachin bei IMDb)